# Joguina constellata
Joguina constellata is een insect uit de familie van de gaasvliegen (Chrysopidae), die tot de orde netvleugeligen (Neuroptera) behoort. 
Joguina constellata is voor het eerst wetenschappelijk beschreven door Navás in 1913.